# 네메시 옐레시 라슬로
네메시 옐레시 라슬로(헝가리어: Nemes Jeles László, 1976년 2월 18일 ~ )는 헝가리의 영화 감독이다. 터르 벨러의 조감독 출신으로, 2년간 그 밑에서 일했다. 아우슈비츠 강제 수용소를 소재로 한 장편영화 데뷔작 《사울의 아들》(2015)로 칸 영화제 심사위원상 대상을 수상하였다.
1989년부터 2003년까지에 파리에서 살았고 대학에 역사, 문화, 국제 관계, 및 각본을 공부했다.

## 감독한 영화
- 1999년 – 아히발 (Arrivals)
- 2004년 – 운 비 엔 레 (Une vie en l'air) (엠마누엘 말카와 감독함)
- 2005년 – 새벽전에 (Before Dawn) (케녜레시 발린트와 감독함)
- 2007년 – 런던의 남자 (A londoni férfi) (터르 벨라와 감독함)
- 2007년 – 참기 (Türelem)
- 2008년 – 상대 (The Counterpart)
- 2010년 – 작별을 고한 분 (Az úr elköszön)
- 2015년 – 사울의 아들 (Saul fia)
- 2018년 – 선셋 (Napszállta)